# Liste von Persönlichkeiten der Stadt Yaoundé
Die folgende Liste enthält Personen, die in der kamerunischen Hauptstadt Yaoundé (Jaunde) geboren wurden, sowie solche, die zeitweise dort gelebt und gewirkt haben. Die Liste erhebt keinen Anspruch auf Vollständigkeit.

## In Yaoundé geborene Persönlichkeiten

### Bis ins 20. Jahrhundert

#### Bis 1970
- Heinrich Vieter (1853–1914), römisch-katholischer Bischof und erster Apostolischer Vikar von Kamerun
- Charles Atangana (um 1883–1943), „Oberhäuptling der Jaunde und Bane“, politischer Führer der Ewondo von Yaoundé
- Elo Wilhelm Sambo (1885–1933), deutsch-kamerunischer Militärmusiker
- Jean Zoa (1924–1998), römisch-katholischer Geistlicher, Erzbischof von Yaoundé
- Alain Bertaut (1928–2016), französischer Autorennfahrer und Motorsportfunktionär
- Zacharie Noah (1937–2017), Fußballspieler
- Marie-Thérèse Assiga Ahanda (1941–2014), Chemikerin und Autorin; Oberhäuptling der Völker der Ewondo und Bene
- Roger Milla (* 1952), Fußballspieler
- Ephrem M’Bom (1954–2020), Fußballspieler
- Louis-Paul M’Fédé (1961–2013), Fußballspieler
- Christophe Zoa (* 1961), römisch-katholischer Bischof
- Biboul Darouiche (* 1963), Perkussionist und Komponist
- Stephen Tataw (1963–2020), Fußballspieler
- Georgette Nkoma (* 1965), Sprinterin
- Jean-Pierre Bekolo (* 1966), Filmregisseur
- K-Tino (* 1966), Sängerin und Tänzerin
- Pascale Marthine Tayou (* 1967), Künstler
- Alphonse Yombi Ayakan (* 1969), Fußballspieler
- Lambert Sonna Momo (* 1970), Spezialist für Cybersicherheit
- Patrice Nganang (* 1970), Literaturwissenschaftler und Schriftsteller
- Olivette Otele (* 1970), Historikerin

#### 1971 bis 1980
- Alioum Boukar (* 1972), Fußballspieler
- Narcisse Ewodo (* 1972), französisch-kamerunischer Basketballspieler
- Sandra Nkaké (* 1973), Sängerin und Schauspielerin
- Michel Pensée (* 1973), Fußballspieler
- Cyrille Florent Bella (* 1975), Fußballspieler
- Marc-Vivien Foé (1975–2003), Fußballspieler
- Krotal (* 1975), Singer-Songwriter
- Françoise Mbango Etone (* 1976), Dreispringerin
- Joseph N’Do (* 1976), Fußballspieler
- Joseph Akongo (* 1977), Fußballspieler
- Sylvie Mballa Éloundou (* 1977), französisch-kamerunische Hürdenläuferin
- Lorenzo Mbiahou (1977–2014), Dokumentarfilmer und Kameramann
- Bonaventure Soh Bejeng Ndikung (* 1977), Kurator, Kunstkritiker, Autor und Biotechnologe
- Patrice Abanda (* 1978), Fußballspieler
- Joseph Batangdon (* 1978), Sprinter
- Daniel Bekono (* 1978), Fußballtorwart
- Joël Epalle (* 1978), Fußballspieler
- Aaron Nguimbat (* 1978), Fußballspieler
- Jean-Michel Tchouga (* 1978), Fußballspieler
- Joseph Elanga (* 1979), Fußballspieler
- Francis Kioyo (* 1979), deutscher Fußballspieler
- Alain N’Kong (* 1979), Fußballspieler
- Hervé Tum (* 1979), Fußballspieler
- Pierre Owono Ebede (* 1980), Fußballspieler
- Mohamadou Idrissou (* 1980), Fußballspieler
- Eric Kwekeu (* 1980), Fußballspieler
- Albert Meyong Zé (* 1980), Fußballspieler
- Salomon Olembé (* 1980), Fußballspieler

#### 1981 bis 1990
- Valery Hiek (* 1981), Fußballspieler
- Gustave Bebbe (* 1982), Fußballspieler
- Achille Emana (* 1982), Fußballspieler
- Modeste M’Bami (1982–2023), Fußballspieler
- Daniel Wansi (1982–2024), Fußballspieler
- Paul Alo'o Efoulou (* 1983), Fußballspieler
- Françoise Bella (* 1983), Fußballspielerin
- Arsène Fokou Fosso (* 1983), Boxer
- Adrienne Iven (* 1983), Fußballspielerin
- Jean Makoun (* 1983), Fußballspieler
- Ludovick Takam (* 1983), Fußballspieler
- Jean-Paul Yontcha (* 1983), Fußballspieler
- Delphine Atangana (* 1984), Sprinterin
- Gilles Binya (* 1984), Fußballspieler
- Paul Ekollo (* 1984), Fußballspieler
- Christine Manie (* 1984), Fußballspielerin
- Luc Bessala (* 1985), Fußballspieler
- Charlotte Dipanda (* 1985), Sängerin
- Matthew Mbuta (* 1985), Fußballspieler
- Marlyse Bernadett Ngo Ndoumbouk (* 1985), Fußballspielerin
- Landry N’Guémo (1985–2024), Fußballspieler
- David Bayiha (* 1986), Fußballspieler
- Christian Bekamenga (* 1986), Fußballspieler
- Apoula Edel (* 1986), armenisch-kamerunischer Fußballspieler
- Titi Essomba (* 1986), Fußballspieler
- Carl Lombé (* 1986), armenisch-kamerunischer Fußballspieler
- Luc Mbah a Moute (* 1986), Basketballspieler
- Stéphane Mbia (* 1986), Fußballspieler
- Joëlle Mbumi Nkouindjin (* 1986), Leichtathletin
- Patrick Mevoungou (* 1986), Fußballspieler
- Guy N’Dy Assembé (* 1986), Fußballspieler
- Dany Nounkeu (* 1986), Fußballspieler
- Aboubakar Oumarou (* 1986), Fußballspieler
- Jules Baga (* 1987), Fußballspieler
- Paolo Dal Molin (* 1987), italienischer Hürdenläufer
- David Eto’o (* 1987), Fußballspieler
- Léonard Kweuke (* 1987), Fußballspieler
- Louis Ngwat-Mahop (* 1987), Fußballspieler
- Franck Songo’o (* 1987), Fußballspieler
- Francine Zouga (* 1987), Fußballspielerin
- Innocent Awoa (* 1988), Fußballspieler
- Severin Brice Bikoko (* 1988), Fußballspieler
- Lætitia Denis (* 1988), französische Leichtathletin
- Gabrielle Ngaska (* 1988), Fußballspielerin
- Ariel Ngueukam (* 1988), Fußballspieler
- Njongo Priso (* 1988), Fußballspieler
- Armand Zorn (* 1988), deutscher Politiker (SPD)
- Josef Boum (1989–2024), Fußballspieler
- Arnaud Djoum (* 1989), belgisch-kamerunischer Fußballspieler
- Brice Owona (* 1989), Fußballspieler
- Isis Amareillle Sonkeng (* 1989), Fußballspielerin
- Patrick Ekeng (1990–2016), Fußballspieler
- Adrienne Ndongo Fouda (* 1990), Fußballspielerin
- Yannick N’Djeng (* 1990), Fußballspieler
- Sammy N’Djock (* 1990), Fußballtorhüter
- Nicolas N’Koulou (* 1990), Fußballspieler

#### 1991 bis 2000
- William Biassi Nyakwe (* 1991), Fußballspieler
- Florent Obama (* 1991), Fußballspieler
- Vincent Aboubakar (* 1992), Fußballspieler
- Henriette Michele Akaba Edoa (* 1992), Fußballspielerin
- Gaëlle Enganamouit (* 1992), Fußballspielerin
- Soulemanou Mandjombe (* 1992), Fußballspieler
- Kaham Mardochee (* 1992), Fußballspieler
- Franck Mbarga (* 1992), Fußballspieler
- Vagabon (* 1992), Multiinstrumentalistin, Singer-Songwriterin und Musikproduzentin
- Denil Ango (* 1993), Fußballspieler
- Patrick Etoga (* 1993), Fußballspieler
- Steve Leo Beleck (* 1993), Fußballspieler
- Petrus Boumal (* 1993), Fußballspieler
- Laetitia Moma Bassoko (* 1993), Volleyballspielerin
- Yannick M’Bone (* 1993), Fußballspieler
- Annette Jacky Messomo (* 1993), Fußballspielerin
- Samuel Umtiti (* 1993), französischer Fußballspieler
- Jeannette Yango (* 1993), Fußballspielerin
- Joel Embiid (* 1994), Basketballspieler
- Jérôme Guihoata (* 1994), Fußballspieler
- Yvon Mvogo (* 1994), Schweizer Fußballtorhüter
- Nicolas Moumi Ngamaleu (* 1994), Fußballspieler
- Ousseini Mounpain (* 1994), Fußballspieler
- Landry Nnoko (* 1994), Basketballspieler
- Marius Obekop (* 1994), Fußballspieler
- Christian Zock (* 1994), Fußballspieler
- Frank Anguissa (* 1995), Fußballspieler
- Macky Bagnack (* 1995), Fußballspieler
- Raïssa Feudjio (* 1995), Fußballspielerin
- Marie Gisèle Eleme Asse (* 1995), Sprinterin
- Fabrice Ondoa (* 1995), Fußballtorwart
- Gaël Ondoua (* 1995), kamerunisch-russischer Fußballspieler
- Brian Anunga (* 1996), Fußballspieler
- Boris Mbala (* 1996), kamerunisch-schweizerischer Basketballspieler
- Joseph Minala (* 1996), Fußballspieler
- Paola Ebanga Baboga (* 1997), Handballspielerin
- Breel Embolo (* 1997), Schweizer Fußballspieler
- Jeando Fuchs (* 1997), französisch-kamerunischer Fußballspieler
- Dimitri Oberlin (* 1997), Schweizer Fußballspieler
- Rodrigue Ele (* 1998), Fußballspieler
- Martin Hongla (* 1998), Fußballspieler
- Emmanuel Mbarga (* 1998), Fußballspieler
- Jerome Ngom Mbekeli (* 1998), Fußballspieler
- Wilfried Ntsengue (* 1998), Boxer
- Jordan Bayehe (* 1999), Basketballspieler
- Arnold Ebiketie (* 1999), American-Football-Spieler
- Phoenix Missi (* 1999), Fußballspieler
- Patrick Nkoa (* 1999), Fußballspieler
- Paul Eboua (* 2000), Basketballspieler
- Franck Evina (* 2000), deutsch-kamerunischer Fußballspieler
- Faris Moumbagna (* 2000), Fußballspieler
- Jean Onana (* 2000), Fußballspieler

### 21. Jahrhundert
- Felix Kekoh (* 2001), Fußballspieler
- Lysa Tchaptchet Defo (* 2001), kamerunisch-spanische Handballspielerin
- Lucien Agoumé (* 2002), französisch-kamerunischer Fußballspieler
- Stève Mvoué (* 2002), Fußballspieler
- Martin Ndzie (* 2003), Fußballspieler
- Simon Ebonog (* 2004), französisch-kamerunischer Fußballspieler
- Frederick Lemongo Nkoulou (* 2004), Leichtathletin
- Youssoufa Moukoko (* 2004), deutscher Fußballspieler
- Valentin Atangana Edoa (* 2005), französisch-kamerunischer Fußballspieler
- Dominique Malonga (* 2005), französische Basketballspielerin
- Steve Noode (* 2005), Fußballspieler
- Lyndie Tchaptchet Defo (* 2005), kamerunisch-spanische Handballspielerin